# Dorothy Wilde
Dorothy Ierne Wilde, avagy Dolly Wilde (London, 1895. július 11. – 1941. április 10.) ír származású angol társasági hölgy, a két világháború közötti időszak közkedvelt személyisége. Hírnevét jórészt családjának, kapcsolatainak és humorának köszönhette.

## Élete
Dorothy Wilde ír származású művészcsaládba született William Wilde és Sophie Lily Lees egyetlen gyermekeként. Apai részről a nagybátyja Oscar Wilde volt, akit éppen a kislány születése idején tartóztattak le homoszexuális botrányai miatt. Édesapja 1899-ben bekövetkezett halála után édesanyja feleségül ment a fordító Alexander Teixeira de Mattoshoz; a mostohaapa és az édesanya együtt nevelték fel a gyermeket.
Az első világháború alatt Franciaországban szolgált mentőautó-sofőrként. Viszonyt folytatott társával, Marion Carstairsszel, a Standard Oil vállalat örökösnőjével.
Bár élvezte, hogy a nőket és a férfiakat egyaránt vonzotta, leszbikus volt. 

### Kapcsolata Natalie Barney-val
A leghosszabb kapcsolata 1927-től haláláig tartott. Párja Natalie Barney írónő volt, akinek a tulajdonában volt az egyik legjobb párizsi szalon. 

### Halála
Wilde túlzásba vitte az ivást, és a heroin rabjává vált. 1939-ben mellrákot diagnosztizáltak nála, a műtétet visszautasította, egy alternatív gyógymódot akart kipróbálni. 1941-ben, 45 évesen halt meg, a halottkém szerint rák vagy esetleg drogtúladagolás lehetett a halála oka.

## Munkássága
Dolly Wilde-ot tehetséges mesemondóként és íróként tisztelték, de ezt a tehetségét soha nem kamatoztatta. Javarészt mások nagylelkűségéből és a mostohaapjától kapott kis örökségből élt. 